# Kimon

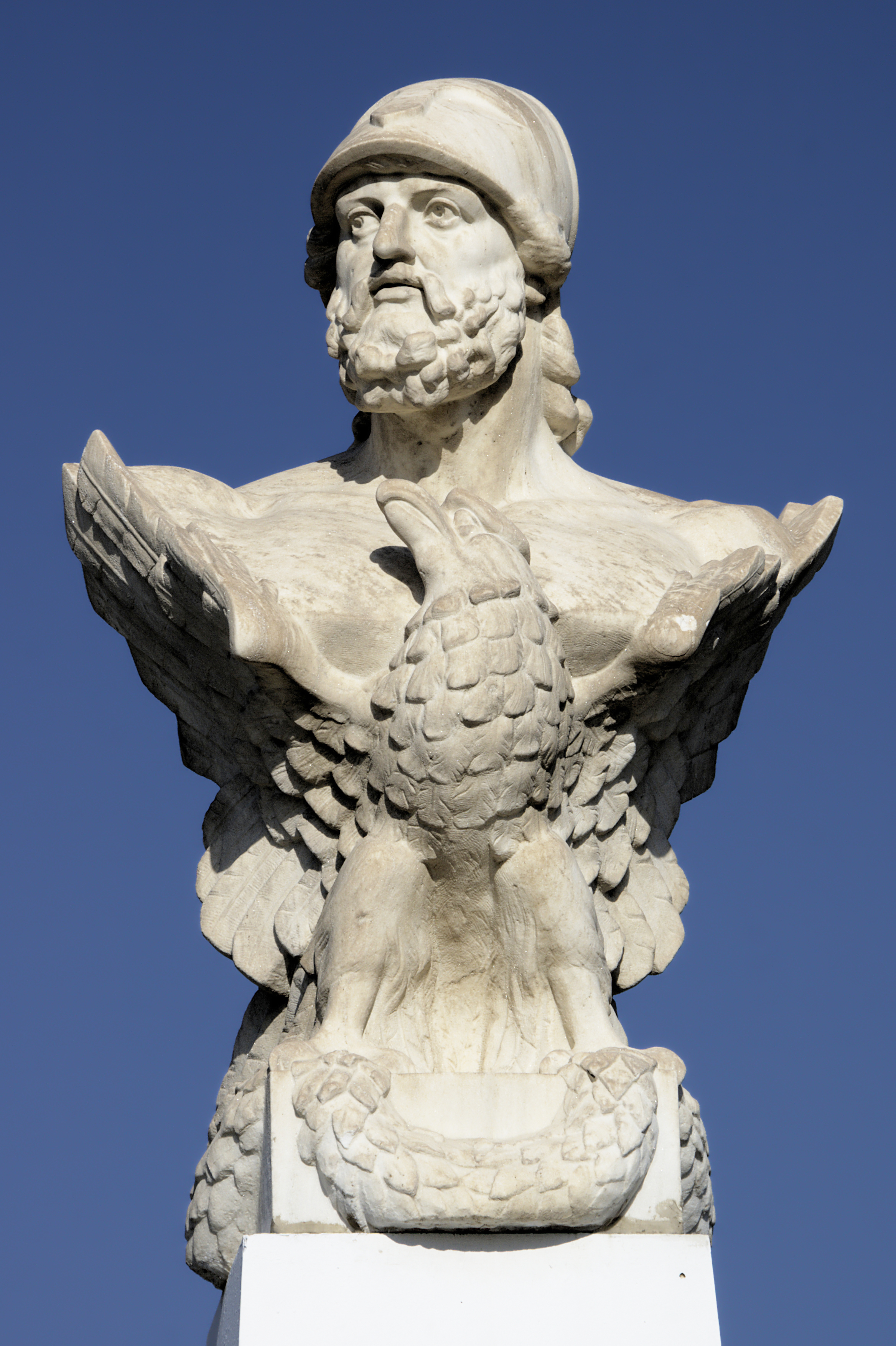
Pomnik Kimona w Larnace na Cyprze

Kimon (gr. Κίμων, łac. Cimon; ur. ok. 510, zm. 449 p.n.e.) – wódz i polityk ateński.

## Pochodzenie
Kimon pochodził z zamożnego, znanego rodu Filaidów. Był synem (z drugiego małżeństwa) wodza ateńskiego Miltiadesa. Matką Kimona była Hegesipylla, córka Orolusa, króla Tracji. Miltiades, ojciec Kimona, zmarł w więzieniu, ponieważ nie był w stanie zapłacić grzywny, którą mu wymierzono. Po jego śmierci dług spłacił Kimon. Przyrodnią siostrą Kimona była Elpinika.

## Działalność polityczna
Kimon był arystokratą, należącym do najbogatszych ludzi w Atenach. We wczesnej młodości zyskał opinię birbanta i człowieka zdeprawowanego, lecz wkrótce odznaczył się nakłaniając Ateńczyków do pomysłu Temistoklesa, by bitwę pod Salaminą stoczyć na morzu. Dążył do sojuszu wszystkich polis greckich i wspólnej walki z Persją. Protestował przeciw antyspartańskiej polityce Temistoklesa i jego następców. Miał przekonania umiarkowanie demokratyczne. Słynący z łaskawości, cieszący się dobrymi koneksjami (jego żona, Isodyke, wywodziła się z potężnego rodu Alkmeonidów), stanął na czele konserwatywnej opozycji, przeciwstawnej do radykalnych demokratów Efialtesa i Peryklesa. Kimon blokował radykalne reformy i opowiadał się za dawną polityką wrogości wobec Persów i przyjaźni ze Spartą. Nadał nawet jednemu z synów prowokujące imię Lacedemonios (gr. „Spartanin”). Ten kierunek jego polityki przez długi czas znajdował poparcie Ateńczyków, wyrażone m.in. wygnaniem rzecznika polityki antyspartańskiej Temistoklesa. Po wygnaniu Temistoklesa stał się najbardziej wpływowym politykiem Aten.

## Działalność wojskowa
Od lat siedemdziesiątych V w. p.n.e. regularnie wybierano Kimona na stanowisko wodza. W 477 p.n.e. był jednym z wodzów wyprawy Pauzaniasza na Cypr i Hellespont. Wraz z Arystydesem utworzył Ateński Związek Morski. Jako organizator Związku doprowadził do tego, że sprzymierzeńcy dostarczali swoje okręty i płacili wyższe podatki, w zamian za co Ateny zobowiązywały się do ich obrony przed każdym atakiem. W 476–462 p.n.e. był naczelnym wodzem i stał na czele wypraw Związku przeciw Persom. Stał się znany szczególnie jako dowódca floty. Sukcesy Kimona na morzu umocniły pozycję Aten jako hegemona Ateńskiego Związku Morskiego. Około 476 p.n.e. oblegał i zdobył miasto Eion, położone na wybrzeżu trackim, wypierając stamtąd Persów. Około 473 p.n.e. spustoszył wyspę Skiros i sprowadził stamtąd szczątki uchodzące za szczątki Tezeusza. By utrwalić pamięć tego wydarzenia, Ateńczycy ustanowili zawody (agon). Właśnie wtedy Sofokles wystawił pierwsze swoje dzieło odnosząc zwycięstwo nad Ajschylosem (niezachowana tragedia Triptolemos, 468 p.n.e.), zaś sędziami wyznaczonymi z ramienia archonta był Kimon wraz z innymi strategami, zastępujący wylosowanych sędziów, co zostało wymuszone wzburzeniem widowni.
Szczyt powodzenia Kimon osiągnął ok. 467 p.n.e., kiedy rozbił perską flotę i armię nad rzeką Eurymedon, na południowym wybrzeżu Azji Mniejszej. Z czysto wojskowego punktu widzenia było to największe greckie zwycięstwo nad Persją przed kampanią Aleksandra Wielkiego, w wyniku którego Persowie musieli zaakceptować samodzielność państw greckich w Azji Mniejszej i zrezygnować z obecności swojej floty na wodach tego regionu. Zwycięstwo to ugruntowało pozycję polityczną Kimona w jego ojczyźnie. W 465 p.n.e. flota ateńska pod dowództwem Kimona zaatakowała i pokonała Tasos, najbogatszą wyspę północnej części Morza Egejskiego, która wystąpiła z symmachii ateńskiej (oblężenie miasta Tasos zakończyło się w 462 p.n.e. zburzeniem murów, konfiskatą floty i zamknięciem mennicy). Surowe potraktowanie Tasos miało być przestrogą dla innych sprzymierzeńców. W 465 lub 464 p.n.e. Kimon podjął próbę założenia kolonii nad brzegami Strymonu w Tracji, gdzie miało się osiedlić 10 tysięcy Ateńczyków i ich sprzymierzeńców, jednak armia ateńska została pokonana przez Traków pod Drebesos.

## Odbudowa Aten
Czasy Kimona były okresem intensywnej odbudowy Aten na miarę mocarstwowej pozycji zasłużonego w wojnie z Persami państwa. Dzięki zdobyczom ze swych wypraw wojennych Kimon upiększył Ateny, kazał zbudować kanalizację, kontynuował budowę Długich Murów i cytadeli zapoczątkowaną przez Temistoklesa, obsadził Akademię drzewami i ozdobił ją posągami. Był inicjatorem budowy Stoa Poikile na Agorze ateńskiej oraz Tezejonu. Prawdopodobnie też w epoce Kimona wzniesiono na Akropolu ateńskim nową świątynię Ateny, poprzedniczkę Partenonu z czasów Peryklesa.

## Upadek
W 463 lub 462 p.n.e. Kimon został oskarżony o przyjęcie łapówek od króla Aleksandra I Macedońskiego w związku z niepodjęciem po opanowaniu Tasos działań przeciw Macedonii i wytoczono mu sprawę na drodze eisangelia. Według Plutarcha z Cheronei skargę przed zgromadzenie wnieśli politycy demokratyczni dążący do skompromitowania Kimona, wśród których znalazł się, rozpoczynający swą wielką karierę, Perykles. Kimon jednak został uniewinniony.

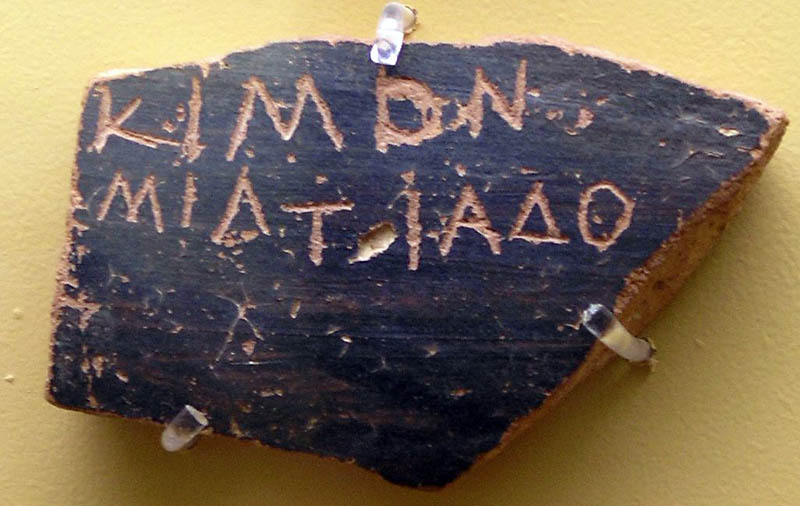
Ostrakon z imieniem Kimona

Upadek przyniosła mu wyprawa w 462 p.n.e., w której oddziały piechoty ateńskiej miały wspomóc Spartę w walce ze zbuntowanymi helotami, głównie z Mesenii (III wojna meseńska). Kimon przekonał Zgromadzenie do tej akcji, jesienią wyruszył do Mesenii na czele 4 tysięcy hoplitów. Ekspedycja zakończyła się jednak fiaskiem, ponieważ Spartanie nieoczekiwanie doszli do wniosku, że prodemokratyczne nastroje wśród żołnierzy ateńskich mogą być niebezpieczne, i odesłali ich do domu, co wywołało oburzenie Ateńczyków. W czasie jego nieobecności Efialtes przeprowadził w Atenach reformę ustrojową, doprowadzając do pozbawienia konserwatywnego, popierającego Kimona Areopagu, znaczenia politycznego; radykalnie demokratyczne zmiany w Atenach wpłynęły też na postawę Spartan. Usiłowania Kimona, by cofnąć te reformy, okazały się daremne. Wskutek poczucia doznania zniewagi ze strony Sparty Ateny zerwały przymierze z nią zawarte w czasie wojen perskich i zawiązały sojusz z nieprzyjaciółmi Sparty (m.in. z Argos), a w 461 p.n.e. Ateńczycy przegłosowali wygnanie Kimona (uznanego za winnego dopuszczenia do zniewagi) zgodnie z prawem ostracyzmu. Chociaż prawo ostracyzmu pozwalało skazanemu na powrót po 10 latach, wygnanie Kimona położyło kres jego wpływom i koncepcjom politycznym. Wkrótce Ateny rozpoczęły regularną wojnę ze Spartą i jej sprzymierzeńcami. W 457 p.n.e., tuż przed bitwą pod Tanagrą w Beocji, Kimon przybył z wygnania do Aten, prosząc o pozwolenie na walkę u boku swych rodaków. Nie zgodzono się, ale, jak mówi jeden z przekazów, wkrótce potem wezwano go do powrotu do Aten. Po powrocie z wygnania w 451 p.n.e. udało mu się przynajmniej częściowo odzyskać wpływy – prowadził negocjacje ze Spartą zakończone podpisaniem rozejmu pięcioletniego (451–446 p.n.e.). Stale myśląc o zniszczeniu potęgi perskiej, wydał dekret o poborze w celu zorganizowania kampanii przeciw Egiptowi, podlegającemu Persom, i przeciw wyspie Cypr, a w 450 p.n.e. otrzymał dowództwo wielkiej floty (200 trier), na czele której podjął kolejną ofensywę przeciw Persji. Odniósł zwycięstwo nad flotą nieprzyjaciela w pobliżu Cypru i obległ Fenicjan w Kition na Cyprze. Tam też zmarł w czasie walki albo na skutek choroby. Podobno fakt jego śmierci przez pewien czas utrzymywano w tajemnicy. Flota powróciła do Aten ze zwłokami wielkiego wodza.

## Ocena
Kimon był ostatnim w Atenach nieprzejednanym wrogiem Persji, a jego śmierć zapoczątkowała grecko-perskie rokowania pokojowe, które położyły kres wojnom perskim. Upamiętnił się dzięki swej szlachetności i męstwu. Bardzo bogaty i żyjący wystawnie, był postrzegany także jako hojny dla ludu; jego dom był zawsze otwarty, zawsze czekało w nim pożywienie dla biednych, miał też jakoby gościć stale u siebie uboższych współobywateli, zapewniając im w praktyce utrzymanie.
„Nikomu nie odmówił opieki, pomocy ani wsparcia. Wielu ludzi hojnie wyposażył, wielu biedaków, którzy nie zostawili pieniędzy na pogrzeb, pochował na własny koszt. Jeżeli więc tak postępował, nie można się dziwić, że życie jego płynęło spokojnie, a śmierć jego była bolesnym ciosem dla Ateńczyków” (Nepos, „Żywoty wybitnych mężów”). Według Plutarcha, o Kimonie mówiło się, że był „odważny jak Miltiades, inteligentny jak Temistokles i był więcej niż zwykłym człowiekiem”.